# Base navale de Changi
La base navale de Changi est une base située à l'extrémité orientale de Singapour et du détroit de Malacca. Les installations sont construites pour remplacer celles de la base navale de Brani (en), devenue sous-dimensionnée, et sont gérées par la Marine de Singapour. Elle est distante de 3,5 kilomètres de l'aéroport de Singapour-Changi.

## Historique
La base est inaugurée le 21 mai 2004 par le premier ministre singapourien Goh Chok Tong.

## Utilisation
En plus de constituer le principal port militaire de la Marine de Singapour, la base de Changi est également utilisée par l'US Navy et la Royal Navy pour leurs bâtiments – en accord avec la signature en 1971 des Five Power Defence Arrangements –, même les plus importants comme leurs porte-avions.